# Judo na Letní univerziádě 2017
Soutěže v judu na letní univerziádě 2017 probíhaly ve sportovní hale v Ču-pej v okrese Sin-ču na Tchaj-wanu v období 20. až 24. srpna 2017.

## Program
- NE - 20.08.2017 - těžká váha (+100 kg, +78 kg) a polotěžká váha (−100 kg, −78 kg)
- PO - 21.08.2017 - střední váha (−90 kg, −70 kg) a polostřední váha (−81 kg, −63 kg)
- ÚT - 22.08.2017 - lehká váha (−73 kg, −57 kg) a pololehká váha (−66 kg, −52 kg)
- ST - 23.08.2017 - superlehká váha (−60 kg, −48 kg) a kategorie bez rozdílu vah
- ČT - 24.08.2017 - soutěž týmů

## Česká stopa
Výsledky českých reprezentantů v judu 2017
- -66 kg – Jan Zavadil (CUNI)
- -73 kg – Václav Černý (CUNI)
- -81 kg – Ivan Petr (MUNI)
- -90 kg – Jiří Petr (MUNI)
- -100 kg – Tomáš Knápek (CUNI)
- -52 kg – Jelizaveta Gerasimenko (CUNI)

## Výsledky – váhové kategorie

### Muži
| Kategorie | Zlato                  | Stříbro                        | Bronz                       | Bronz                     |
| --------- | ---------------------- | ------------------------------ | --------------------------- | ------------------------- |
| -60 kg    | Taikoh Fudžisaka (JPN) | Vincent Limare (FRA)           | Rustam Ibrajev (KAZ)        | Albert Oguzov (RUS)       |
| -66 kg    | An Pa-ul (KOR)         | Battogtochyn Erchembajar (MGL) | Abdulla Abduldžalilov (RUS) | Norihito Isoda (JPN)      |
| -73 kg    | Arata Tacukawa (JPN)   | Florent Urani (FRA)            | Kang Hon-čchol (KOR)        | Bekadil Šajmerdenov (KAZ) |
| -81 kg    | I Sung-su (KOR)        | Aslan Lappinagov (RUS)         | Robin Gutsche (GER)         | Vinícius Panini (BRA)     |
| -90 kg    | Kwak Tong-han (KOR)    | Stanislav Retinskij (RUS)      | Firudin Dadašov (AZE)       | Šóičiro Mukai (JPN)       |
| -100 kg   | Zelim Kocojev (AZE)    | Kentaro Iida (JPN)             | Nijaz Bilalov (RUS)         | Philipp Galandi (GER)     |
| +100 kg   | Kokoro Kageura (JPN)   | Ču Jong-so (KOR)               | Anton Bračov (RUS)          | Andrij Kolesnyk (UKR)     |

### Ženy
| Kategorie | Zlato                    | Stříbro                   | Bronz                         | Bronz                      |
| --------- | ------------------------ | ------------------------- | ----------------------------- | -------------------------- |
| -48 kg    | Mai Umekitaová (JPN)     | Gabriela Chibanaová (BRA) | Galbadrachyn Otgonceceg (KAZ) | Čong Po-kjong (KOR)        |
| -52 kg    | Rina Tacukawaová (JPN)   | Eleudis Valentimová (BRA) | Pak Ta-sol (KOR)              | Giulia Pierucciová (ITA)   |
| -57 kg    | Lola Benarrocheová (FRA) | Kwon Ju-čong (KOR)        | Tamires Crudeová (BRA)        | Jui Muraiová (JPN)         |
| -63 kg    | Aimi Noučiová (JPN)      | Amina Belkadiová (ALG)    | Nadja Bazynská (GER)          | Valentina Kostěnková (RUS) |
| -70 kg    | Bárbara Timová (BRA)     | Saki Niizoeová (JPN)      | Kim Song-jon (KOR)            | Carola Paissoniová (ITA)   |
| -78 kg    | Valeria Ferrariová (ITA) | I Čong-jun (KOR)          | Alexandra Babincevová (RUS)   | Maike Ziechová (GER)       |
| +78 kg    | Han Mi-čin (KOR)         | Santa Pakenisová (LTU)    | Maiko Inoueová (JPN)          | Anne-Fatou M'bairová (FRA) |

## Výsledky – ostatní disciplíny

### Bez rozdílu vah
|      | Zlato                | Stříbro            | Bronz                  | Bronz                     |
| ---- | -------------------- | ------------------ | ---------------------- | ------------------------- |
| muži | Hjóga Óta (JPN)      | Juhan Mettis (EST) | Ruan Isquierdo (BRA)   | Musa Tumenov (RUS)        |
| ženy | Akari Inoueová (JPN) | Kim Či-jun (KOR)   | Santa Pakenisová (LTU) | Anžela Gasparjanová (RUS) |

### Týmová soutěž
|      | Zlato | Stříbro | Bronz |
| ---- | --- | --- | --- |
| muži | Japonsko Norohito Isoda Arata Tacukawa Sotaro Fudžiwara Šoičiro Mukai Kentaro Iida Hjóga Óta Kokoro Kageura    | Rusko Abdulla Abduldžalilov Leči Jedijev Aslan Lappinagov Stanislav Retinskij Anton Bračov Nijaz Bilalov    | Německo Manuel Scheibel Martin Setz Jörg Onufrijev Robin Gutsche Maximilian Schubert Benjamin Bouizgarne Philipp Galandi Brazílie Marcelo Fuzita Lincoln Neves Vinícius Panini Gustavo Assis Ruan Isquierdo                               |
| ženy | Japonsko Rina Tacukawaová Jui Muraiová Aimi Noučiová Saki Niizoeová Mao Izumiová Maiko Inoueová Akari Inoueová | Jižní Korea Čong Po-kjong Pak Ta-sol Kwon Ju-čong Čchö Un-sol Kim Song-jon Han Mi-čin I Čong-jun Kim Či-jun | Francie Laura Holtzingerová Lola Benarrocheová Caroline Peschaudová Lucie Perrotová Anne-Fatou M'bairová Rusko Galija Sagitovová Natalija Golomidovová Valentina Kostěnková Taťjana Kovalenková Anžela Gasparjanová Alexandra Babincevová |

pozn: Uvedeni jsou pouze judisté, kteří zasáhli v týmové soutěži do bojů.